# Selección femenina de fútbol de los Emiratos Árabes Unidos
La selección femenina de fútbol de Emiratos Árabes Unidos es el equipo representativo del país en las competiciones oficiales de fútbol femenino. A mediados de 2009, la Asociación de Fútbol de los Emiratos Árabes Unidos formó el Comité de Fútbol Femenino dedicado a crear un equipo nacional que pudiera representar oficialmente al país en la escena internacional.

## Estadísticas

### Copa Mundial Femenina de Fútbol
| Edición | Resultado               | Posición                | PJ                      | PG                      | PE                      | PP                      | GF                      | GC                      |
| ------- | ----------------------- | ----------------------- | ----------------------- | ----------------------- | ----------------------- | ----------------------- | ----------------------- | ----------------------- |
| 1991    | No existía la selección | No existía la selección | No existía la selección | No existía la selección | No existía la selección | No existía la selección | No existía la selección | No existía la selección |
| 1995    | No existía la selección | No existía la selección | No existía la selección | No existía la selección | No existía la selección | No existía la selección | No existía la selección | No existía la selección |
| 1999    | No existía la selección | No existía la selección | No existía la selección | No existía la selección | No existía la selección | No existía la selección | No existía la selección | No existía la selección |
| 2003    | No existía la selección | No existía la selección | No existía la selección | No existía la selección | No existía la selección | No existía la selección | No existía la selección | No existía la selección |
| 2007    | No existía la selección | No existía la selección | No existía la selección | No existía la selección | No existía la selección | No existía la selección | No existía la selección | No existía la selección |
| 2011    | No participó            | No participó            | No participó            | No participó            | No participó            | No participó            | No participó            | No participó            |
| 2015    | No participó            | No participó            | No participó            | No participó            | No participó            | No participó            | No participó            | No participó            |
| 2019    | No clasificó            | No clasificó            | No clasificó            | No clasificó            | No clasificó            | No clasificó            | No clasificó            | No clasificó            |
| 2023    | No clasificó            | No clasificó            | No clasificó            | No clasificó            | No clasificó            | No clasificó            | No clasificó            | No clasificó            |
| 2027    | Por disputarse          | Por disputarse          | Por disputarse          | Por disputarse          | Por disputarse          | Por disputarse          | Por disputarse          | Por disputarse          |
| Total   | 0/9                     | -                       | -                       | -                       | -                       | -                       | -                       | -                       |

### Copa Asiática Femenina de la AFC
| Edición | Resultado               | Posición                | PJ                      | PG                      | PE                      | PP                      | GF                      | GC                      |
| ------- | ----------------------- | ----------------------- | ----------------------- | ----------------------- | ----------------------- | ----------------------- | ----------------------- | ----------------------- |
| 1975    | No existía la selección | No existía la selección | No existía la selección | No existía la selección | No existía la selección | No existía la selección | No existía la selección | No existía la selección |
| 1977    | No existía la selección | No existía la selección | No existía la selección | No existía la selección | No existía la selección | No existía la selección | No existía la selección | No existía la selección |
| 1979    | No existía la selección | No existía la selección | No existía la selección | No existía la selección | No existía la selección | No existía la selección | No existía la selección | No existía la selección |
| 1981    | No existía la selección | No existía la selección | No existía la selección | No existía la selección | No existía la selección | No existía la selección | No existía la selección | No existía la selección |
| 1983    | No existía la selección | No existía la selección | No existía la selección | No existía la selección | No existía la selección | No existía la selección | No existía la selección | No existía la selección |
| 1986    | No existía la selección | No existía la selección | No existía la selección | No existía la selección | No existía la selección | No existía la selección | No existía la selección | No existía la selección |
| 1989    | No existía la selección | No existía la selección | No existía la selección | No existía la selección | No existía la selección | No existía la selección | No existía la selección | No existía la selección |
| 1991    | No existía la selección | No existía la selección | No existía la selección | No existía la selección | No existía la selección | No existía la selección | No existía la selección | No existía la selección |
| 1993    | No existía la selección | No existía la selección | No existía la selección | No existía la selección | No existía la selección | No existía la selección | No existía la selección | No existía la selección |
| 1995    | No existía la selección | No existía la selección | No existía la selección | No existía la selección | No existía la selección | No existía la selección | No existía la selección | No existía la selección |
| 1997    | No existía la selección | No existía la selección | No existía la selección | No existía la selección | No existía la selección | No existía la selección | No existía la selección | No existía la selección |
| 1999    | No existía la selección | No existía la selección | No existía la selección | No existía la selección | No existía la selección | No existía la selección | No existía la selección | No existía la selección |
| 2001    | No existía la selección | No existía la selección | No existía la selección | No existía la selección | No existía la selección | No existía la selección | No existía la selección | No existía la selección |
| 2003    | No existía la selección | No existía la selección | No existía la selección | No existía la selección | No existía la selección | No existía la selección | No existía la selección | No existía la selección |
| 2006    | No existía la selección | No existía la selección | No existía la selección | No existía la selección | No existía la selección | No existía la selección | No existía la selección | No existía la selección |
| 2008    | No existía la selección | No existía la selección | No existía la selección | No existía la selección | No existía la selección | No existía la selección | No existía la selección | No existía la selección |
| 2010    | No participó            | No participó            | No participó            | No participó            | No participó            | No participó            | No participó            | No participó            |
| 2014    | No participó            | No participó            | No participó            | No participó            | No participó            | No participó            | No participó            | No participó            |
| 2018    | No clasificó            | No clasificó            | No clasificó            | No clasificó            | No clasificó            | No clasificó            | No clasificó            | No clasificó            |
| 2022    | No clasificó            | No clasificó            | No clasificó            | No clasificó            | No clasificó            | No clasificó            | No clasificó            | No clasificó            |
| Total   | 0/20                    | -                       | -                       | -                       | -                       | -                       | -                       | -                       |

### Campeonato Femenino de la WAFF
| Edición | Resultado    | Posición     | PJ           | PG           | PE           | PP           | GF           | GC           |
| ------- | ------------ | ------------ | ------------ | ------------ | ------------ | ------------ | ------------ | ------------ |
| 2005    | No participó | No participó | No participó | No participó | No participó | No participó | No participó | No participó |
| 2007    | No participó | No participó | No participó | No participó | No participó | No participó | No participó | No participó |
| 2010    | Campeón      | 1.º          | 4            | 4            | 0            | 0            | 16           | 2            |
| 2011    | Campeón      | 1.º          | 5            | 3            | 1            | 1            | 18           | 6            |
| 2014    | No participó | No participó | No participó | No participó | No participó | No participó | No participó | No participó |
| 2019    | Cuarto lugar | 4.º          | 4            | 0            | 2            | 2            | 2            | 7            |
| 2022    | No participó | No participó | No participó | No participó | No participó | No participó | No participó | No participó |
| 2024    | No participó | No participó | No participó | No participó | No participó | No participó | No participó | No participó |
| Total   | 3/8          | 6.º          | 13           | 7            | 3            | 3            | 36           | 15           |

## Últimos y próximos encuentros
Actualizado al último partido jugado el 11 de febrero de 2024
| Fecha      | Ciudad | Local           | Resultado | Visitante       | Competición      |
| ---------- | ------ | --------------- | --------- | --------------- | ---------------- |
| 20-02-2022 | Baku   | Azerbaiyán      | 4:0       | Emiratos Árabes | Partido amistoso |
| 23-02-2022 | Baku   | Azerbaiyán      | 2:0       | Emiratos Árabes | Partido amistoso |
| 17-08-2022 | Dubái  | Emiratos Árabes | 1:4       | Siria           | Partido amistoso |
| 19-08-2022 | Dubái  | Emiratos Árabes | 2:0       | Siria           | Partido amistoso |
| 21-08-2022 | Dubái  | Emiratos Árabes | 2:0       | Siria           | Partido amistoso |
| 08-02-2024 | Dubái  | Emiratos Árabes | 1:0       | Irak            | Partido amistoso |
| 11-02-2024 | Dubái  | Emiratos Árabes | 3:0       | Irak            | Partido amistoso |